# Cataloipus gigas
Cataloipus gigas är en insektsart som beskrevs av Willy Adolf Theodor Ramme 1929. Cataloipus gigas ingår i släktet Cataloipus och familjen gräshoppor. Inga underarter finns listade i Catalogue of Life.